# Coelioxys galactiae
Coelioxys galactiae är en biart som beskrevs av Mitchell 1962. Coelioxys galactiae ingår i släktet kägelbin, och familjen buksamlarbin. Inga underarter finns listade i Catalogue of Life.